# Elżbieta Ostrogska
Elżbieta Ostrogska, znana jako Halszka Ostrogska lub Halszka z Ostroga (ur. 19 listopada 1539 w Ostrogu, zm. w grudniu 1582 w Dubnie) – córka księcia Ilii (Eliasza) Ostrogskiego i Beaty Kościeleckiej, stała się dziedziczką ogromnej fortuny, na skutek czego padła ofiarą intryg matrymonialnych i politycznych, w które były zamieszane najbogatsze rody magnackie i rodzina królewska w XVI-wiecznej Polsce. Po śmierci bohaterka wielu dzieł literackich i legend ludowych, do dzisiaj też obecna w kulturze popularnej – jako duch Czarnej Halszki z zamku w Szamotułach.

## Rodzice Halszki

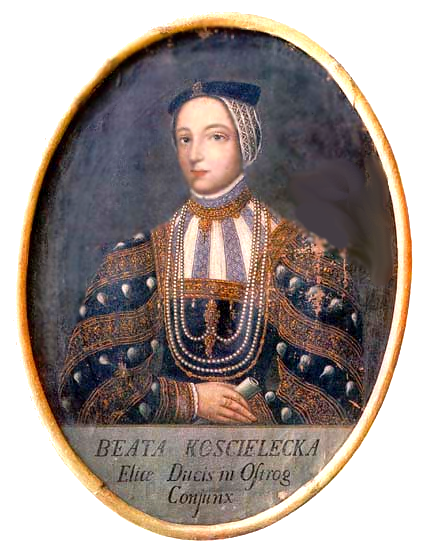
Beata Kościelecka, matka Halszki

Halszka była córką księcia Ilii (Eliasza) Ostrogskiego, starosty bracławskiego i winnickiego, syna Konstantego Ostrogskiego, hetmana wielkiego litewskiego, oraz Beaty Kościeleckiej, córki Andrzeja Kościeleckiego, podskarbiego wielkiego koronnego i kasztelana wojnickiego i Katarzyny Telniczanki.
Ojciec Halszki, Ilia, należał do jednego z najmożniejszych rodów w ówczesnym Wielkim Księstwie Litewskim, niektórzy uważali go nawet za najbogatszego możnowładcę w królestwie. Jej matka Beata wychowywała się w orszaku królowej Bony Sforzy, w którym była dwórką słynną z urody i wykształcenia. Nadworny poeta Andrzej Krzycki poświęcił jej wiersz, w którym tak opisywał jej zalety:
O, Beato, tak bogato w rzadkie wdzięki zdobna,

Ty uczciwą i cnotliwą, mowa, czyny, twarz nadobna,

Godni ciebie i niegodni ciebie uwielbiają,

Posiwiali i dojrzali dla cię w szał wpadają.
Na dworze plotkowano, że Beata w rzeczywistości jest nieślubną córką króla Zygmunta I Starego. Było to możliwe, ponieważ matka Beaty, Katarzyna Telniczanka, przez pewien czas była kochanką króla i wiadomo z pewnością, że urodziła mu też trójkę innych dzieci.
Wystawny ślub Ilii i Beaty odbył się na zamku na Wawelu w Krakowie 3 lutego 1539. Na związek ten przychylnie patrzyła para królewska; uroczystość zaślubin uświetniły turnieje rycerskie, w których wziął też udział Zygmunt II August, wielki książę litewski, obrany już w 1530 vivente rege na króla Polski.

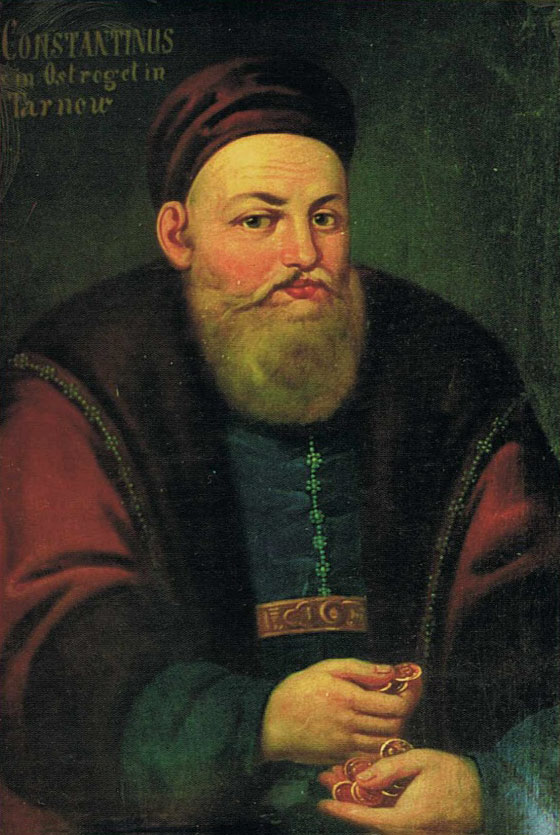
Konstanty Wasyl Ostrogski, stryj Halszki

Po ślubie Ilia i Beata zamieszkali w dobrach księcia na zamku w Ostrogu, leżącym wtedy w Wielkim Księstwie Litewskim, obecnie na Ukrainie. Małżeństwo trwało jednak bardzo krótko. Ilia zmarł 19 sierpnia 1539, jeszcze przed urodzeniem Halszki. W sporządzonym przed śmiercią testamencie uznał jednak będącą jeszcze w łonie matki Halszkę jako swoje dziecko, czyniąc ją dziedziczką części swojego majątku, oraz wyznaczył jej opiekunów. Mieli być nimi kniaź Fiodor Sanguszko, przyrodni brat Ilii (czyli stryj Halszki) Konstanty Wasyl Ostrogski oraz para królewska. Halszka (zdrobniała forma od „Helżbiety”, czyli Elżbiety) przyszła na świat 19 listopada 1539.

## Dzieciństwo Halszki
Od razu po urodzeniu Halszka wraz z matką na mocy zatwierdzonego przez króla testamentu stała się dziedziczką ogromnej fortuny swojego zmarłego ojca. Córce i jej matce miała przypaść połowa majątku po ojcu; drugą połowę odziedziczył brat Ilii i stryj Halszki Wasyl Ostrogski. Natychmiast po urodzeniu dziecka zaczęły się spory pomiędzy spadkobiercami. W maju 1542 komisarze królewscy dokonali podziału majątku pomiędzy Beatę a jej trzyletnią córkę Halszkę. Halszka otrzymała wtedy miasta Połonne, Kropiłów i Cudnów wraz z dobrami, przy matce pozostał Ostróg. W praktyce matka zarządzała również całym majątkiem Halszki. Swoją córkę wychowywała w bezwzględnym posłuszeństwie i psychicznie całkowicie ją zdominowała.
Ze względu na ogromne majętności Halszka od dzieciństwa miała bardzo dużo kandydatów do jej ręki. Chociaż wszyscy pochodzili z możnych magnackich rodów, Beata odwlekała wydanie córki za mąż, szukając dla niej jak najlepszej partii. Ogromny majątek Halszki wywoływał tak duże zainteresowanie w Rzeczypospolitej, że w 1551 sejm w Wilnie przyjął nawet specjalną uchwałę, mówiącą, że „wdowa nie może bez zezwolenia bliskich krewnych wydać córki za mąż”. Na zamążpójście musieli też wyrazić zgodę pozostali opiekunowie: Fiodor Sanguszko, Wasyl Ostrogski oraz sam król. Zygmunt August był żywo zainteresowany sprawą mariażu Halszki. Jako wielki książę litewski miał prawo wyboru męża dla córki poddanego mu, chociaż już zmarłego, księcia i nie chciał, aby majątek Ostrogskich trafił w ręce któregoś z przedstawicieli magnaterii z Korony (magnaci ci, po osiedleniu się na Litwie, z reguły odmawiali uznania zwierzchności wielkiego księcia).

## Najazd na zamek w Ostrogu i poślubienie Dymitra Sanguszki

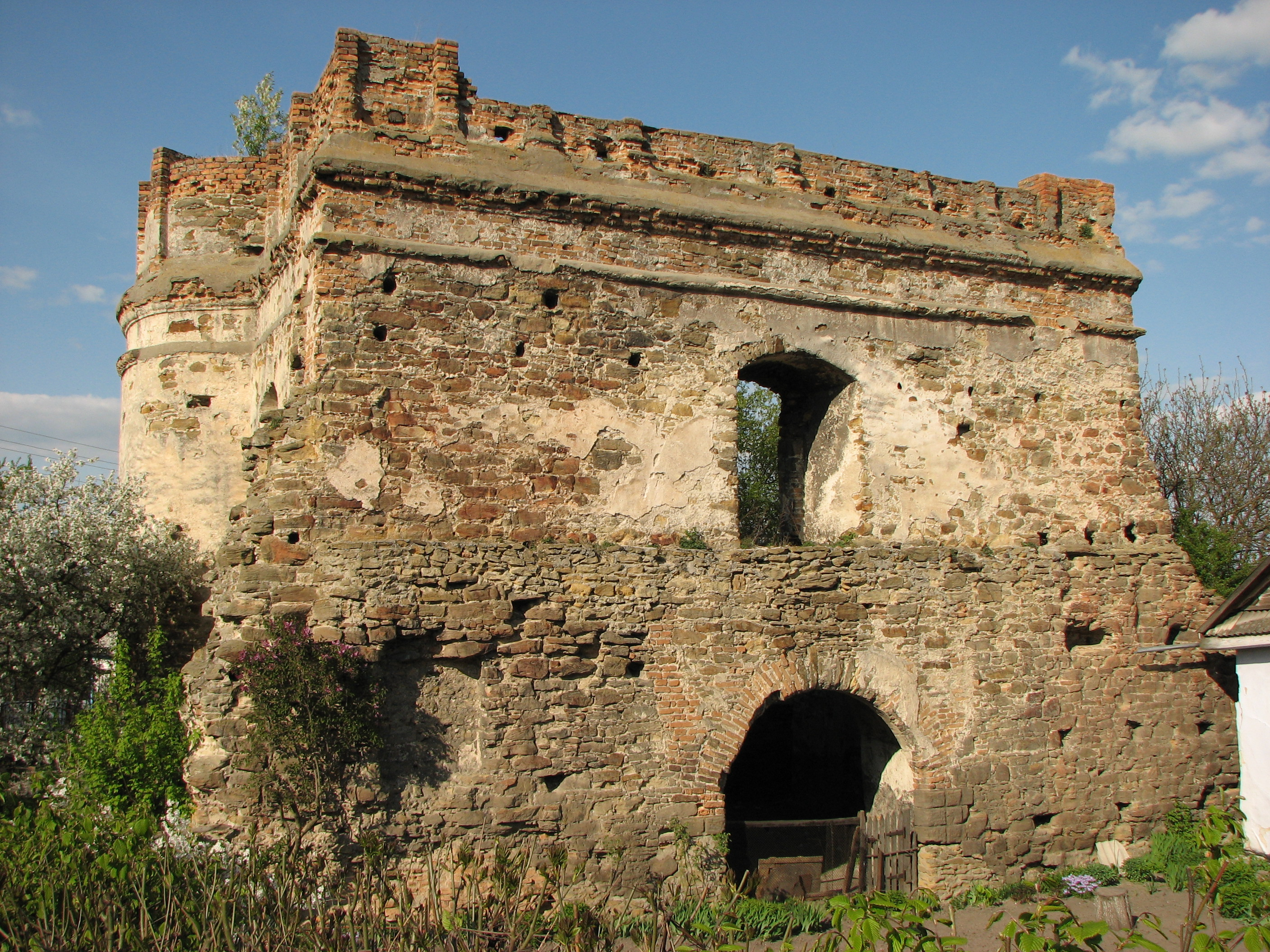
Ruiny zamku w Ostrogu (Wieża Tatarska)

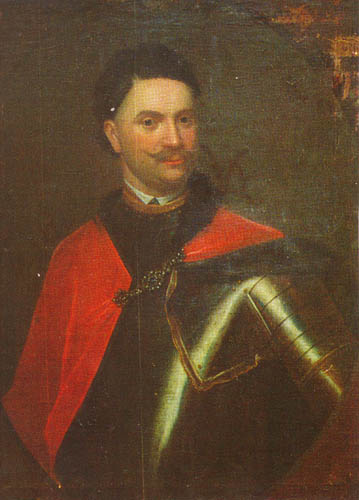
Dymitr Sanguszko

Tymczasem w 1553 jeden z opiekunów Halszki – Wasyl Ostrogski – postanowił wydać ją za księcia Dymitra Sanguszkę, starostę kaniowskiego i czerkaskiego, syna wcześniej zmarłego Fiodora, który już się wsławił obroną Żytomierza przed Tatarami. Beata początkowo też była przychylna Dymitrowi, kiedy jednak przeciwko temu konkurentowi wypowiedział się król Zygmunt August, cofnęła swoje przyzwolenie. Dymitr, darzący Halszkę wielką miłością, nie zamierzał zrezygnować. Wraz z Wasylem najpierw próbowali dostać się do zamku w Ostrogu podstępem, udając, że chcą wstąpić z przyjacielską wizytą. Beata, przeczuwając podstęp, odmówiła wpuszczenia ich. Zakończyło się to krwawą potyczką pomiędzy załogą zamku i intruzami oraz zdobyciem warowni, co tak opisywał współczesny kronikarz:

Książę Wasil dolo et vi occupował i posiadł zamek Ostrogski a o to tym obyczajem: Naprawieł starostę czerkaskiego (Dymitra) a zjechawszy posłał do ks. Illinej [Beaty], iż do niej jako powinowatej chce wstempić, jej chleb jeść. Ona k’temu zwolna.

Księżna odkaz uczynili, że mu nie bardzo miała być rada, mając z nim jakoweś zajścia. Gdy książę w bramę wchodził, rzucili się na ks. i jego sługo, była tam niemała bitwa, zabitych niemało, poranieni bez mała wszyscy.

Po zdobyciu zamku w Ostrogu Beata została uwięziona w osobnej komnacie, a Wasyl Ostrogski nakazał swojej przerażonej bratanicy Halszce (wtedy 14-letniej) poślubienie Dymitra. Chociaż Halszka podobno darzyła Dymitra pewnym uczuciem, była sparaliżowana strachem przed matką, tak więc podczas wymuszonej ceremonii ślubu, która miała miejsce 6 września 1553, milczała; odpowiedzi za nią udzielał jej stryj Wasyl.

## Reakcja króla

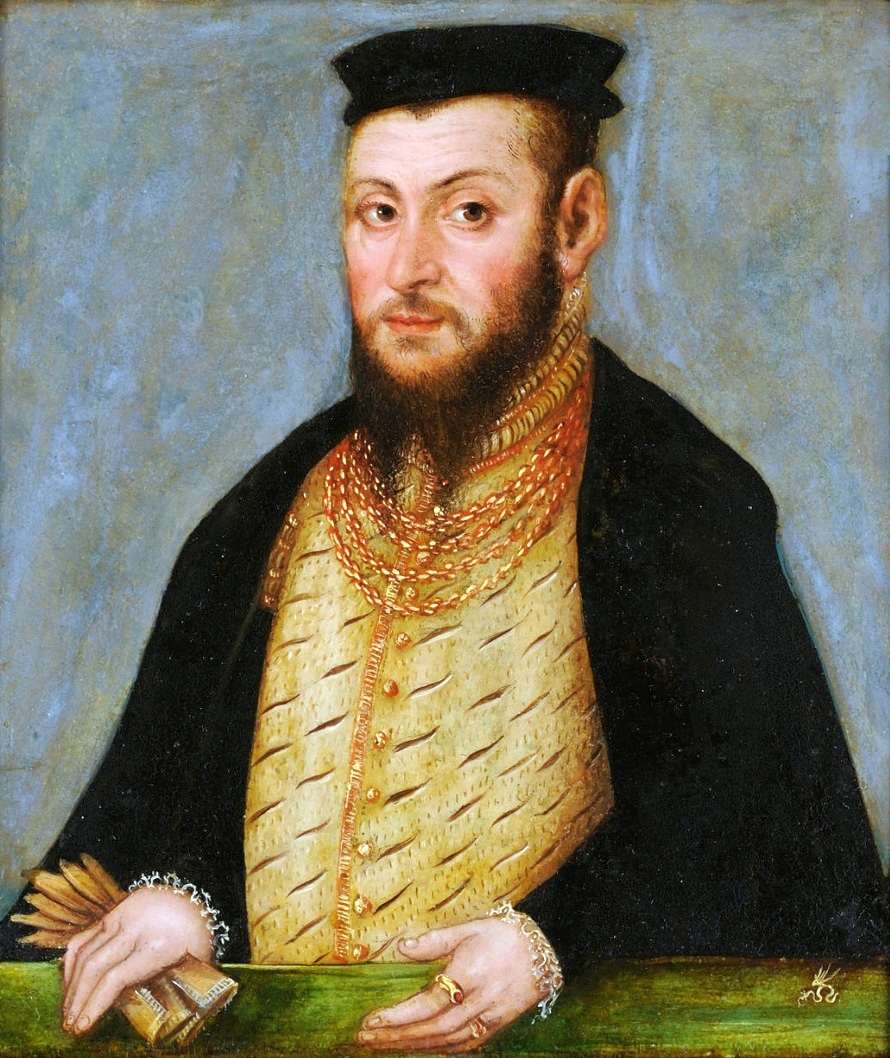
Zygmunt II August

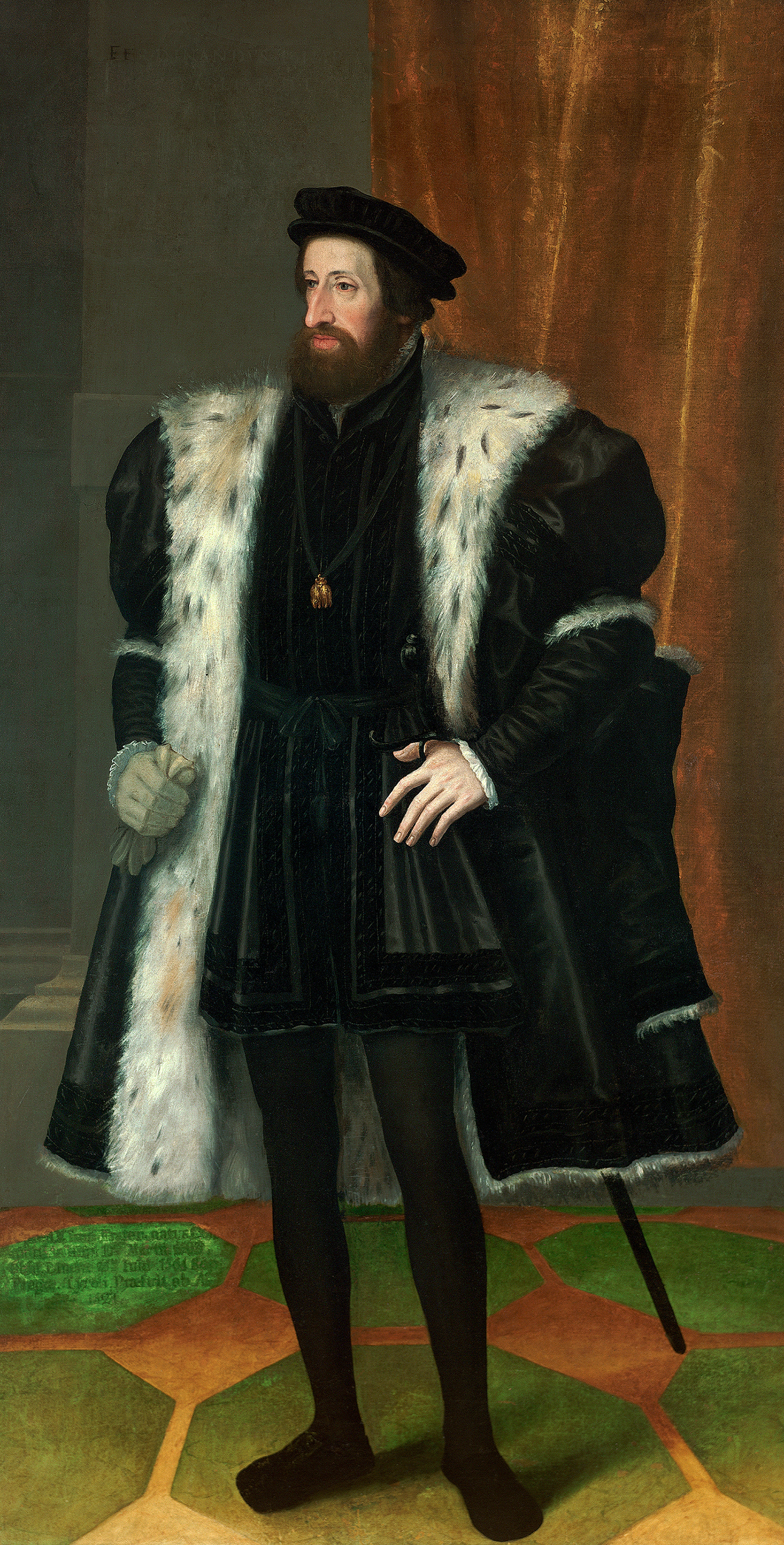
Ferdynand I Habsburg na portrecie Hansa Bocksbergera Starszego

Tymczasem uwięzionej Beacie udało się przez posłańca powiadomić o napaści na jej siedzibę króla. Ten w liście z 15 września 1553 tak oto powtarzał wieści o napadzie, których dowiedział się od posłańca:

Służebnik ks. Illinej [Beaty] przybieżał o tym gwałcie powiadamiając, iż już ślub matre et filia unita s księżnej dziewkę starosta czerkaski brał i s nią się pokładał. Księżnę Illinę samą, która przed żałością ledwie żywa, w jakiejsi izdebce zawarli […] Książę Wasil, rozkazując sobie na zamku w Ostrodze jako w swoim własnym, ośm służebników urąbali, a dziewiątego zabieli.

Zygmunt August natychmiast polecił Wasylowi opuścić zamek i uwolnić Beatę. Dymitr nie chciał jednak oddawać świeżo poślubionej Halszki i schronił się z nią do Kaniowa. Rozwścieczony król pozbawił go stanowiska starosty i zarówno Wasylowi jak i Dymitrowi nakazał stawić się na rozprawę sądową, która odbyła się 5 stycznia 1554 w Knyszynie. Z obawy przed konsekwencjami swego czynu żaden z winowajców nie stawił się przed sądem. Za Wasylem wstawił się król i przyszły cesarz Ferdynand I Habsburg, powołując się na zasługi jego ojca Konstantego Ostrogskiego i winiąc matkę za cały incydent. W liście z 14 grudnia 1554 tak pisał o tym do króla Zygmunta Augusta, broniąc Wasyla:

Matka z własnej woli wbrew zwyczajom i prawom ojczyzny zaczęła sobie przywłaszczać i córkę bez przyzwolenia i zgody stryja chciała wydać za maż po własnej myśli. Nie miała do tego żadnej podstawy, gdyż to nie leżało w jej kompetencji. Książę Wasyl, obawiając się, aby niczego nie przedsięwzięła, skąd mogłaby wypłynąć na niego szkoda, przybył na zamek Ostróg. Książę Wasyl godnie uprowadził pannę, a następnie prawnie i w zgodzie z ojczystym zwyczajem wydał za księcia włodzimierskiego Dymitra [Sanguszkę], potomka bardzo starego i sławnego rodu.

Dzięki temu wstawiennictwu konsekwencje najazdu dla Wasyla ograniczyły się do odebrania mu prawa do opieki nad Halszką. Dymitr miał mniej szczęścia: jego niestawiennictwo na rozprawie uznano za wyraz pychy i lekceważenia władzy królewskiej i skazano go na karę śmierci, konfiskatę majątku oraz utratę czci, nakazano mu też zwrot Halszki matce.

## Pogoń za Dymitrem i Halszką. Śmierć Dymitra
Dymitr, ratując swoje życie i nie chcąc oddać ukochanej Halszki, w przebraniu uciekł z nią (Halszka przebrana była za pacholę) do Czech, będących wtedy pod władzą Habsburgów; tam zamierzał schronić się na zamku hetmana Jana Tarnowskiego w Rudnicy nad Łabą. Od razu wyruszyła za nimi pogoń, na której czele stał wojewoda kaliski Marcin Zborowski. Dobrowolnie zobowiązał się on wobec króla do ujęcia Sanguszki, chcąc upiec własną pieczeń przy tym – Halszkę po odebraniu Dymitrowi zamierzał przeznaczyć na żonę dla jednego ze swoich synów. Niezależnie od niego Dymitra i Halszkę ścigały oddziały Janusza i Jędrzeja Kościeleckich, wysłanych przez matkę Halszki, Beatę, oraz Łukasza i Andrzeja Górków, spokrewnionych z Kościeleckimi.
Jako pierwszy Dymitra i Halszkę dopadł oddział Zborowskiego. Po wykryciu, że Dymitr i Halszka zatrzymali się w gospodzie w Łysej nad Łabą pod Pragą, Zborowski przekupstwem zapewnił sobie przychylność właściciela gospody oraz wójta nymburskiego, po czym udał się do starosty zamku w Łysej, okazując mu listy królewskie informujące o wydanym na Dymitrze wyroku śmierci. Starosta zgodził się na pojmanie Dymitra, ale nie zezwolił na wykonanie wyroku.
Tymczasem niespodziewający się niczego Dymitr wyprawił w gospodzie ucztę weselną. Tuż po jej zakończeniu został napadnięty przez ludzi Zborowskiego i – chociaż zaciekle się bronił – pojmany, dotkliwie pobity oraz zakuty w kajdany. 2 lutego odwieziono go do Jaromierza niedaleko granicy ze Śląskiem. Tam został uwięziony w stajni i nadal był maltretowany. Ponieważ Zborowski obawiał się, że Habsburgowie nakażą uwolnić Sanguszkę, w nocy 3 lutego 1554 r. kazał zamordować Dymitra. Czyn ten, samowolnie dokonany przez polskiego magnata na terytorium obcego państwa, bardzo wzburzył miejscową ludność, a Ferdynand I Habsburg, który był nie tylko władcą Austrii i Niemiec, lecz również królem Czech, nakazał uwięzić Zborowskiego, później jednak, za wstawiennictwem króla Zygmunta Augusta, wypuścił go. 11 lutego 1554 Dymitr został pochowany w kościele św. Mikołaja w Jaromierzu pod ołtarzem św. Barbary (tzw. rzeźnickim). Staraniem rodziny Sanguszków przed 1583 r. wykonano płytę nagrobną z napisem łacińskim i polskim, zniekształconym przez czeskich rytowników. W 1860 r. z inicjatywy Romana Sanguszki z Tarnowa dokonano otwarcia grobu Sanguszki i jego powtórnego pochówku. Dawny kamień, na którym widnieje litewska Pogoń, herb rodu Sanguszków, wmurowany został w ścianę, a na jego miejscu położono nowy.
Stare epitafium na grobie Dymitra zostało wyryte w języku łacińskim dookoła płyty: HOC LOCO CODITVR CORP CLARI LITVAIE DVCIS DIITHR SADVSKOVIE EX MAGIFICA OLGIERDORV FAILIA NATI CAPITAEI CYRKOVIEN ET KAYONIE QVE P FIDE ISI DIOSEQ MARTINVS ZBOROWSKI TRVCIDAVIT; w języku polskim, zniekształconym przez czeskich rytowników, ma następujące brzmienie:
THV LIESZY KNIZE DIMITHR

SANDUSCKOWYCZ STARO

STA CZYRKAWSKI Y KAYNO

WSKI RODV WYELKIEGO
(herb)
KNIZE LITHEWSKIE OLGI

ERDOWA KTHVREGO ZA

MORDOWAL Y ZABIL NIES

ZLIACHETHNICK MARC

ZIN ZBOROWSKI NIEMYAW

SZY DO NIEGO ZADNY PRZY

CINY 1554

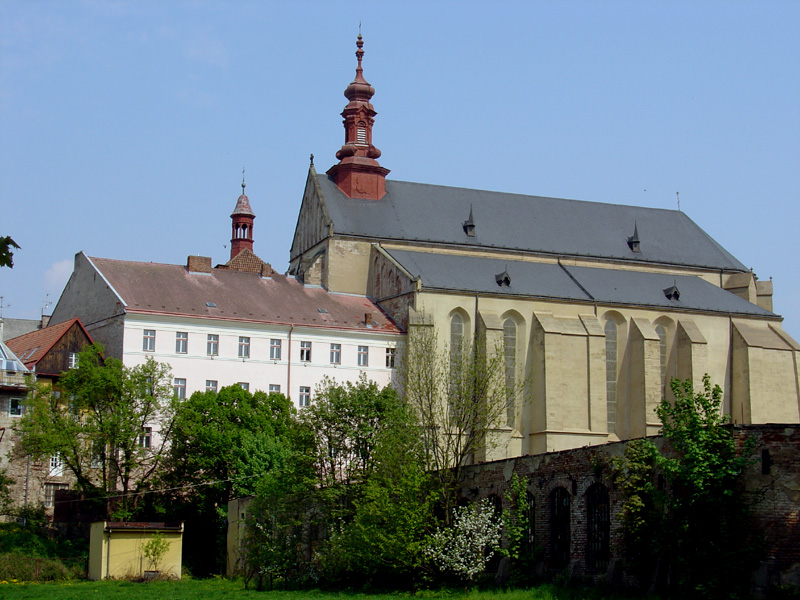
Kościół św. Mikołaja w Jaromierzu

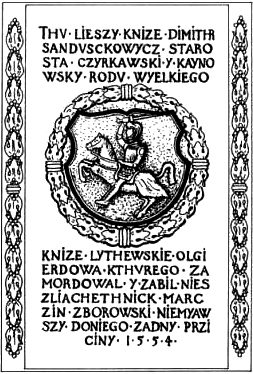

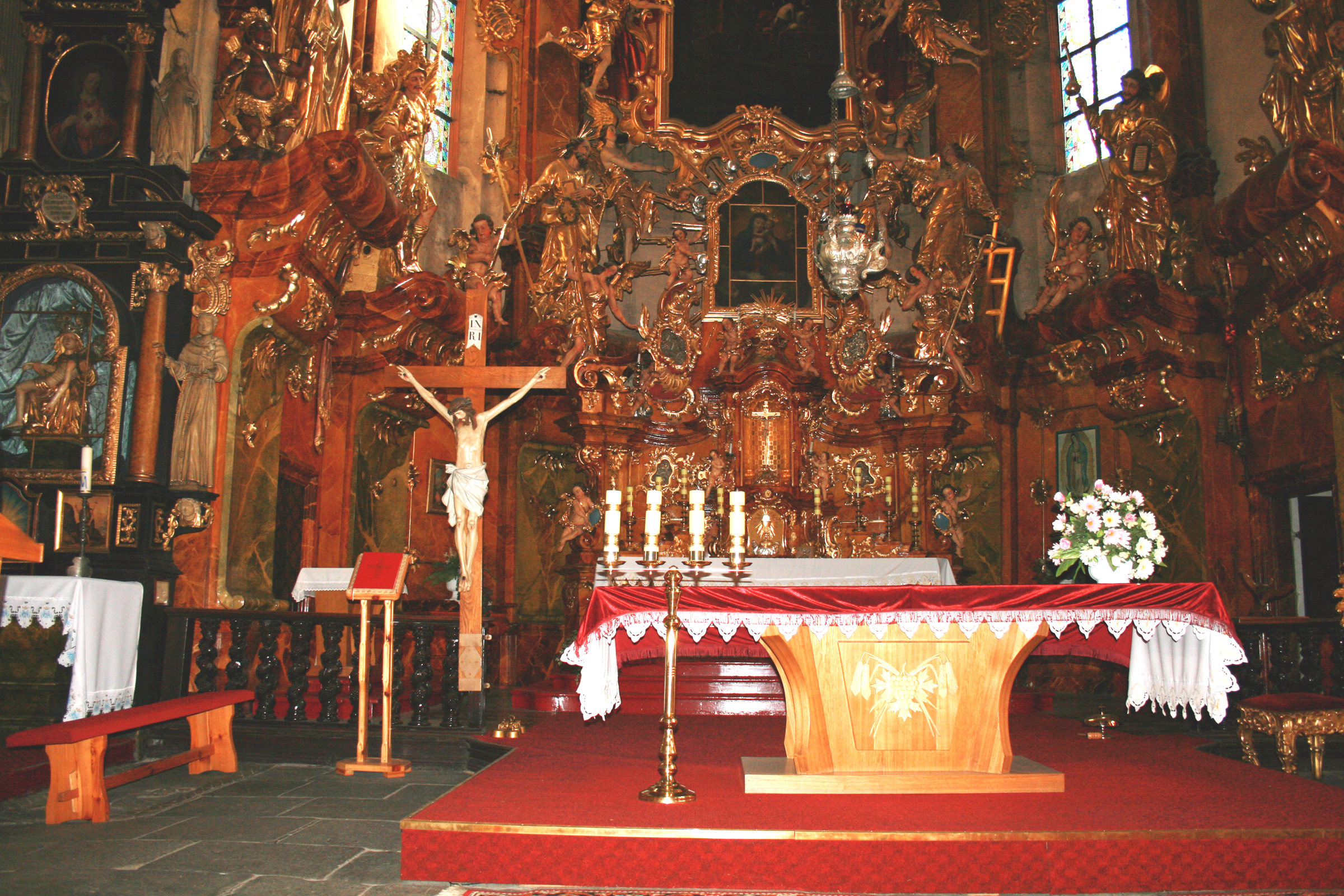
Wnętrze kościoła św. Mikołaja w Jaromierzu. W nawie północnej pochowano księcia Dymitra Sanguszkę

Na płycie, obstalowanej w 1860 roku, obok łacińskiego znajduje się napis:
TU LEŻĄ ZWLOKI

XIECIA DYMITRA LUBARTOWICZA

SANGUSZKI

STAROSTY CZERKASKIEGO I KANIOW

SKIEGO A STARSZEGO BRATA ROMANA

HETMANA POLNEGO WIELKIEGO

XIESTWA LITEWSKIEGO

KAMIEN PRZES TRSYSTA SZESĆ

LAT PRZYKRYWAL LACY JEHO CIALO

WSTAWIC V MUR KOŚCIOŁA I NO

WYM ZASTAPIĆ KAZALI POTOMKOWIE

ROMAN WLADISLAW I SY

NOWIE JEGO ROMAN PAWEL

I EUSTACHY

ROKU PANSKIEGO 1860

## Wydanie Halszki za Łukasza Górkę
Sama Halszka po jej odbiciu i śmierci Dymitra została przekazana krewnym Beaty – Kościeleckim i Górkom – którzy przewieźli ją z powrotem do Polski. Do ponownego połączenia się z matką doszło 18 marca 1554 w Poznaniu, gdzie w sądzie grodzkim złożyła też skargę przeciwko swojemu stryjowi Wasylowi o napaść na Ostróg i kradzież majątku.
Ponieważ Halszka znowu była wolna, ponownie zaczęły się zabiegi możnych rodów magnackich o jej rękę i jednocześnie wielką fortunę Ostrogskich. Duże nadzieje na pozyskanie Halszki dla syna miał Marcin Zborowski, wykonawca królewskiego wyroku na Sanguszce. Król Zygmunt August, który jako suweren i wyznaczony testamentem prawny opiekun Halszki miał decydujący głos w jej sprawie, nie chciał jednak oddać jej Zborowskiemu. Obawiał się bowiem wzrostu jego potęgi, a poza tym Zborowski miał też opinię awanturnika, bowiem wcześniej, w 1537, był jednym z przywódców rokoszu, tzw. wojny kokoszej. Postanowił więc król wydać ją za Łukasza III Górkę, jednego z najmożniejszych magnatów wielkopolskich, od 1554 wojewodę brzeskokujawskiego, wiernego stronnika domu panującego.

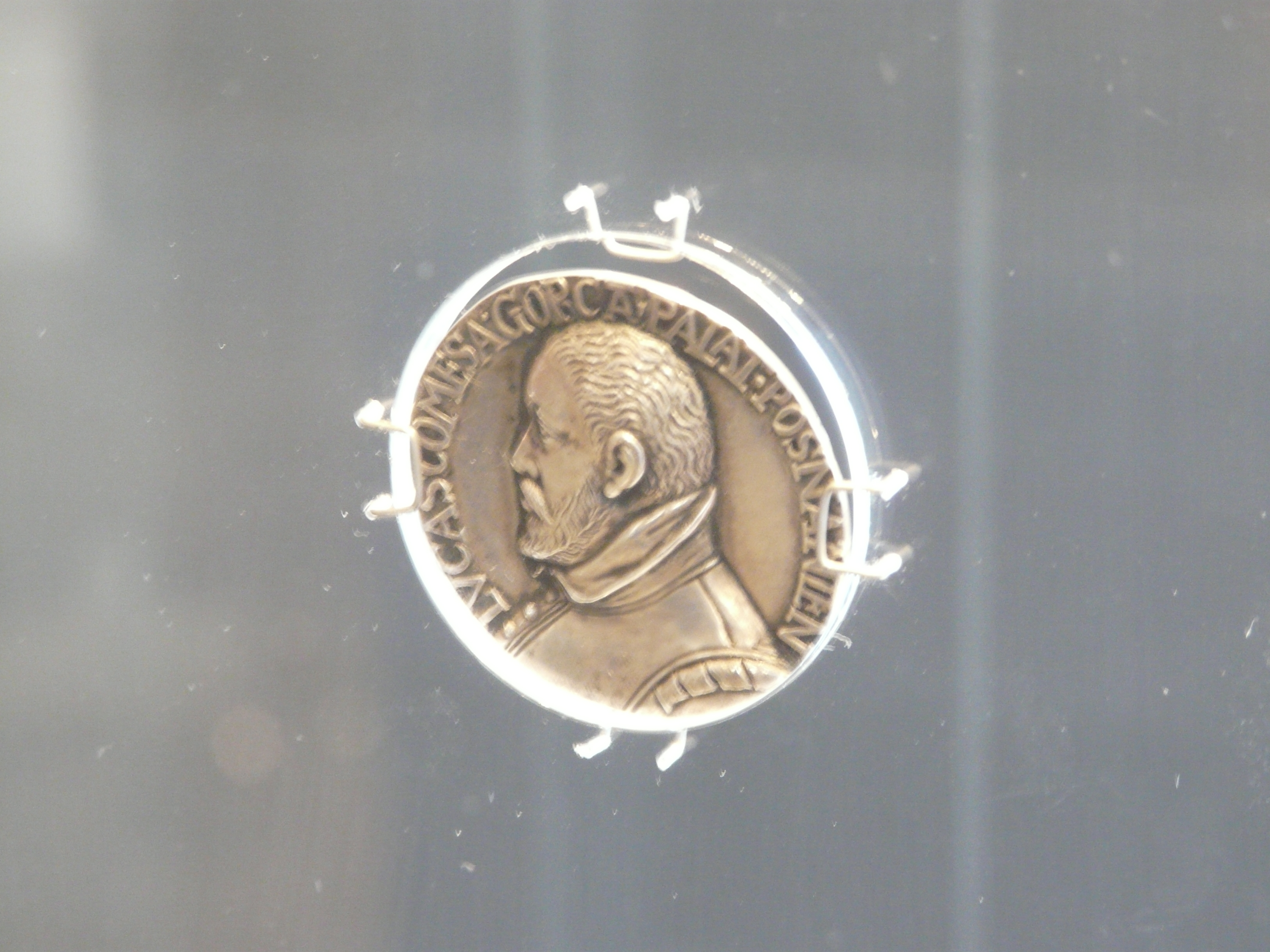
Medal z podobizną Łukasza Górki

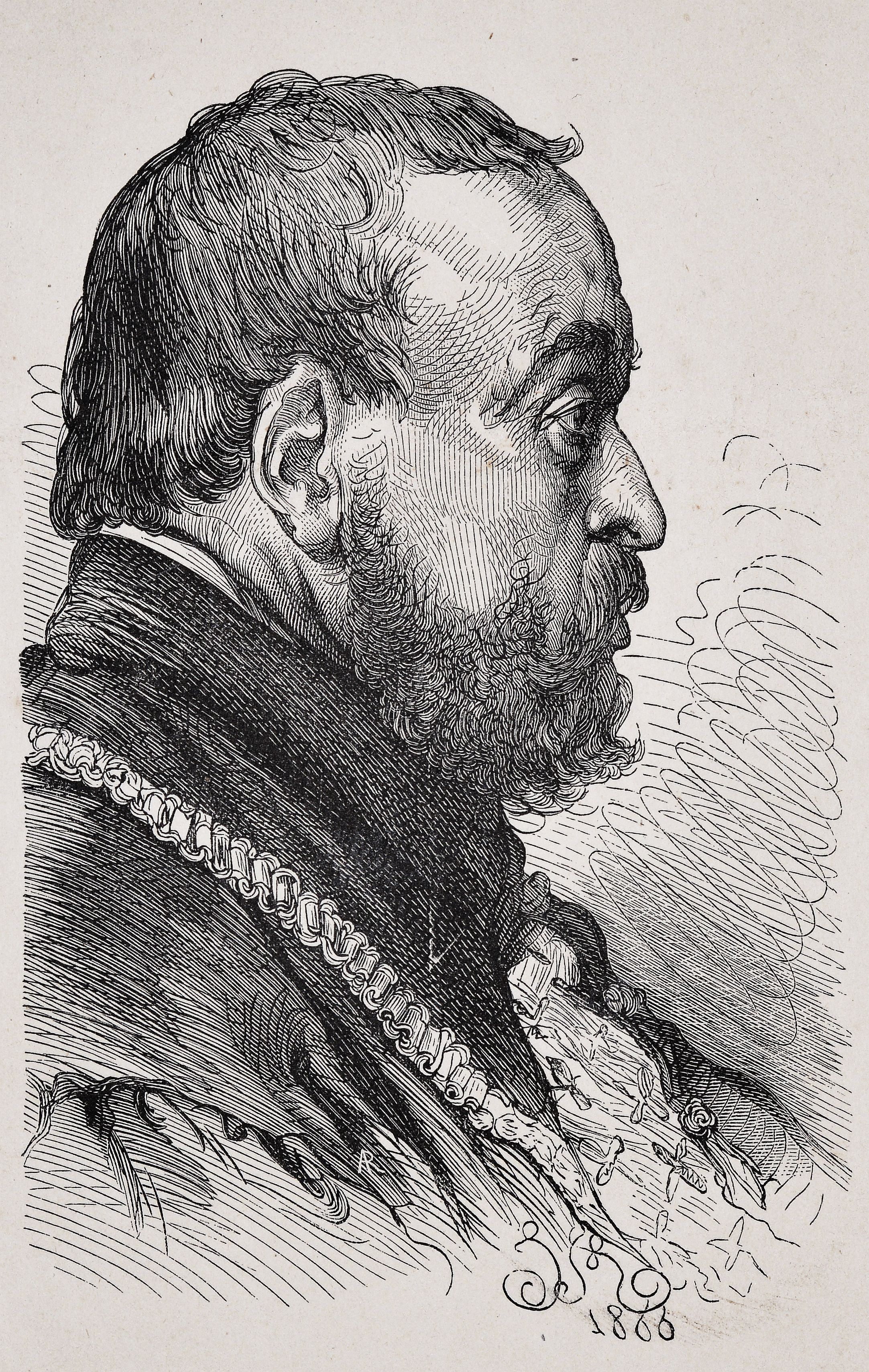
rysunek Łukasz III Górka

Plany te znowu spotkały się ze zdecydowanym oporem matki Halszki, księżnej Beaty. Próbując udaremnić również to małżeństwo, powołała się na przepis mówiący, że Polak z Korony, który poślubia Litwinkę, nie ma prawa do jej dóbr ziemskich i może być spłacony przez rodzinę sumą odpowiadającą wartości 1/4 dóbr. Aby obejść ten przepis, król (będący jednocześnie wielkim księciem litewskim) wydał dla Łukasza Górki specjalny przywilej, nie został on jednak zatwierdzony przez sejm litewski. O swoich kłopotach z doprowadzeniem do ślubu Halszki z Łukaszem Górką Zygmunt August pisał między innymi do wojewody wileńskiego Mikołaja „Czarnego” Radziwiłła, prosząc go w liście z 26 października 1556 o radę:

Też to oznajmujemy, że przez ten wszystek czas czynieliśmy wielkie staranie u księżnej [Beaty] o dziewkę i owszem powiada się być wolną ode wszystkiego, co się tyczy pana wojewody brzeskiego [Łukasza Górki], ponieważ przezeń nie stało się dosyć kontraktom. Sama też dziewka pisze do Panów, że żadną miarą za p. wojewodę iść nie chce. Na koniec do samego woj. brzes. [Łukasza Górki] pisała, że woli gardło dać, niźli zań iść. Przeto racz nam T.M. zdanie swe w tym oznajmić, coby s tym dalej czynić, bo to najtrudniejsze i dziewka nie chce.

Wszelkie próby przekonania obu kobiet kończyły się jednak niepowodzeniem. Wreszcie zniecierpliwiony król postanowił działać siłą i nie oglądając się na opór Beaty zarządził ślub, który odbył się 16 lutego 1559 w zamku królewskim. Matka Halszki próbowała się w tym dniu ukryć, jednak odnaleziono ją, po czym siłą ściągnięto z jej palca pierścień rodowy i pokazano go Halszce, twierdząc, że w ten sposób matka wyraża zgodę na ślub córki. Pozbawiona własnego głosu Halszka zareagowała z charakterystyczną dla siebie rezygnacją, odpowiadając biskupowi poznańskiemu Andrzejowi Czarnkowskiemu, który udzielał im ślubu: „ja gotowam uczynić wszystko, jeśli wola matki do tego przystąpi” oraz „jeśli to jest księżnej matki mojej wola, tedy jest i moja”. Po raz drugi doszło więc do ślubu Halszki z naruszeniem elementarnych zasad prawa.

## Ucieczka do Lwowa
Chociaż Halszka była teraz formalnie żoną Łukasza Górki, wraz z matką pozostała na dworze królewskim; ani ona, ani Beata praktycznie nie uznały Łukasza za męża, małżeństwo pozostało też niedopełnione (non consummatum). Łukasz z kolei nie miał czasu dochodzić swoich praw małżonka, ponieważ zaraz po ślubie musiał wyjechać na wojnę inflancką. Wkrótce po jego wyjeździe Beata z Halszką schroniła się w ufortyfikowanym klasztorze dominikanów we Lwowie, jednocześnie podejmując tajne pertraktacje z Litwą. Beata miała nadzieję, że dzięki nim uda jej się wydać swoją córkę za księcia słuckiego Siemiona Olelkowicza, siostrzeńca jej stryja Wasyla Ostrogskiego.
Tymczasem zawarte pod przymusem i nieistniejące w gruncie rzeczy małżeństwo pomiędzy Łukaszem i Halszką coraz bardziej groziło kompromitacją królowi i Górce. Próby mediacji, których w imieniu króla podjął się Mikołaj „Czarny” Radziwiłł, zakończyły się niepowodzeniem. Wreszcie o żonę upomniał się jej w swoim mniemaniu prawowity mąż Łukasz Górka, uzyskawszy wcześniej poparcie Zygmunta Augusta. Król nakazał staroście lwowskiemu Barzemu, aby ten przedłożył Beacie mandat nakazujący zwrot Halszki mężowi. Sam Górka wyruszył ze zbrojnym pocztem do Lwowa, aby siłą wyegzekwować swoje prawa. Beata odmówiła zastosowania się do nakazu, twierdząc, że małżeństwo zostało zawarte pod przymusem i nie zostało dopełnione z winy Łukasza. Starosta lwowski nakazał więc zamknięcie bram miasta i rozpoczął przygotowania do oblężenia klasztoru. Jeszcze przed rozpoczęciem walk, pomimo zamknięcia klasztoru, udało się przeniknąć do niego księciu Siemionowi Olelkowiczowi, który przekradł się do dominikanów w przebraniu żebraka.

## Oblężenie. Trzeci ślub Halszki
Kiedy 15 marca 1559 Beata ostatecznie odmówiła podporządkowania się mandatowi królewskiemu, rozpoczęło się oblężenie klasztoru. Walki były zacięte i Beata z Halszką poddały się dopiero po odcięciu im dopływu wody. Naocznym świadkiem tych wydarzeń był sekretarz królewski i pisarz Łukasz Górnicki, który też opisał nieoczekiwany finał oblężenia: kiedy starosta lwowski wkroczył do klasztoru, ku swojemu zdumieniu usłyszał od Beaty, że podczas oblężenia Halszka znowu – po raz trzeci – wyszła za mąż, tym razem za księcia Siemona Olelkowicza; matka dopilnowała też, aby małżeństwo zostało skonsumowane, tak więc Łukasz Górka nie miał do niej prawa. Jednocześnie Beata przeniosła swój majątek na księcia Siemiona (który zapewnił jej dożywocie), chcąc w ten sposób uniemożliwić Łukaszowi przejęcie dóbr, które były jej własnością (Halszka dziedziczyła po matce). Wybieg ten zakończył się niepowodzeniem. Kiedy Beata zgodziła się przekazać córkę w sekwestr aż do ostatecznego załatwienia sporu, starosta Barzy dostarczył Halszkę na dwór królewski, a Zygmunt August nie uznał ostatniego małżeństwa i oddał Halszkę Łukaszowi Górce.

## Halszka w Szamotułach

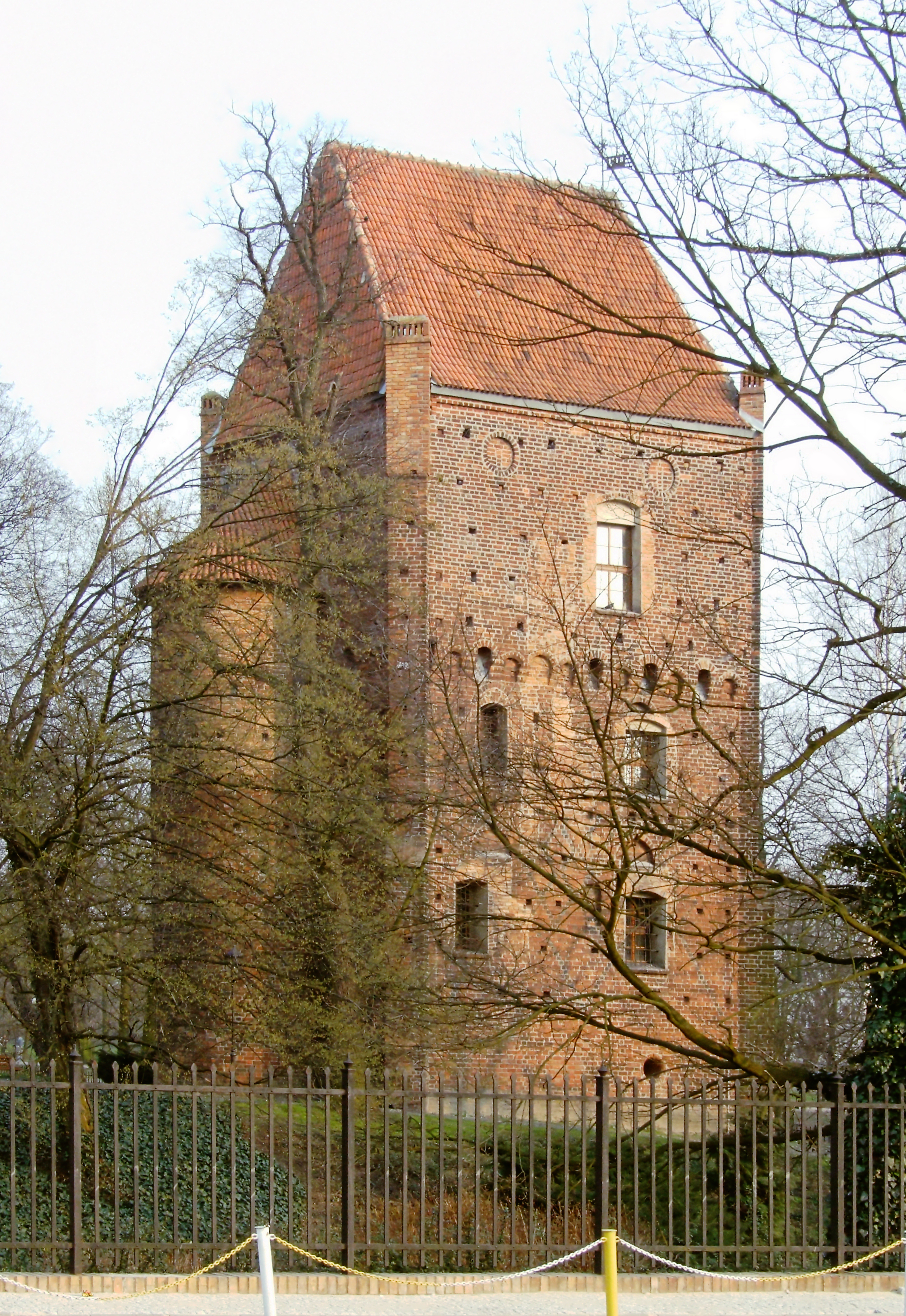
Baszta Halszki na Zamku Górków w Szamotułach

Po odzyskaniu żony Łukasz Górka przewiózł ją do swojego zamku w Szamotułach. Halszka odmawiała współżycia z mężem, mieszkając samotnie w komnatach zamku. Jej sytuacja była ciągle nierozwiązana, ponieważ Beata nie dawała za wygraną i wciąż kierowała pozwy do sądu, próbując odzyskać córkę. Bezskutecznie proponowała ugodę, oferując Górce sto tysięcy złotych za zwrot córki (Górka odmówił); nie odniosły też skutku mediacje prowadzone przez wojewodę Marcina Zborowskiego, prymasa Jana Przerębskiego, biskupa poznańskiego Andrzeja Czarnkowskiego i hetmana Jana Amora Tarnowskiego. Łukasz konsekwentnie odmawiał wydania Halszki, a przyczyną tego był fakt, że wciąż liczył na ogromny majątek po niej i po matce (łączna powierzchnia dóbr ziemskich Beaty i Halszki wynosiła 242 mile kwadratowe, była to powierzchnia niewiele mniejsza niż całego ówczesnego województwa poznańskiego, które liczyło 294 mile kwadratowe). Sytuacji nie zmieniła nagła śmierć księcia Siemiona Olelkowicza w 1560. Raz wprawdzie Łukasz Górka zgodził się na odbycie zjazdu w Piotrkowie, na którym po wysłuchaniu wszystkich stron miano zdecydować o losie Halszki i ewentualnie, za odszkodowaniem, zwrócić ją matce, do zjazdu jednak nigdy nie doszło. Halszka musiała pozostać w Szamotułach aż do śmierci Łukasza w 1573.

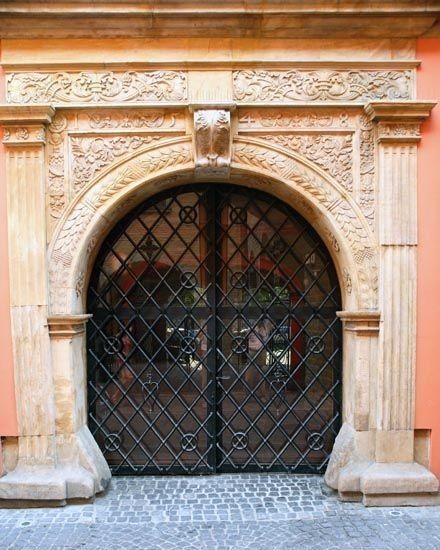
Renesansowy portal w pałacu Górków w Poznaniu

Tymczasem Beata, zmęczona sporami (być może też z chęci zemsty na Górce) w 1564 wyszła za mąż za Olbrachta Łaskiego, od 1566 wojewodę sieradzkiego. Posunięcie to okazało się fatalne w skutkach. Najpierw młodszy od niej o 21 lat mąż wywiózł ją do swoich dóbr w Kieżmarku na Słowacji i przez kilkanaście miesięcy spełniał wszystkie jej zachcianki (Beata urządzała też wycieczki w góry i jest uważana za pierwszą znaną z imienia turystkę tatrzańską). Kiedy po kilkunastu miesiącach zdobył już jej zaufanie, skłonił ją do przepisania na siebie majątku a następnie zbędną już żonę uwięził w swoim zamku w Kieżmarku. Beata przebywała tam w biedzie i skrajnie trudnych warunkach prawie do samej śmierci w 1576.
Paradoksalnie usunięcie Beaty wpłynęło pozytywnie na Halszkę. Nadal nie chciała współżyć z mężem, występowała jednak u jego boku przy okazji oficjalnych uroczystości, również w poznańskim pałacu Górków. Wbrew późniejszej legendzie nie była więźniem na zamku w Szamotułach. Mąż pozwalał jej uczestniczyć w rekolekcjach wielkopostnych w poznańskich klasztorach (sam Górka należał początkowo do braci czeskich, później został luteraninem), wizytowała też inne majątki Górków. Cały czas była jednak pilnowana przez ludzi Łukasza.

## Ostatnie lata życia
Halszka odzyskała pełną wolność dopiero 23 stycznia 1573, kiedy to jej mąż zmarł nagle w Poznaniu. Trzydziestoczteroletnią wdowę poprosił wtedy o rękę inny wielkopolski możnowładca – Jan Ostroróg, do kolejnego małżeństwa Halszki jednak już nie doszło. Książę Janusz Ostrogski (syn jej stryja Wasyla) zabrał ją na Ruś w rodzinne strony; tam osiadła w majątku Dubno stryja Wasyla, gdzie mieszkała do swojej śmierci w grudniu 1582 (dokładna data zgonu nie jest znana). W ostatnich latach życia cierpiała na głęboką depresję, według niektórych historyków miała też popaść w całkowite obłąkanie, hipoteza taka jest jednak wątpliwa – oznak obłędu nie widać w listach Halszki pisanych pod koniec życia, do końca zarządzała też swoimi dobrami. Majątek swój przepisała w testamencie na stryja Wasyla Ostrogskiego, uzasadniając to następującymi słowami:

Ja, Łukaszowa z Górki, wojewodzina poznańska Helżbieta Ilina ks. Ostrogska, zostawszy naprzód po nieboszczyku ojcu moim, ks. Ilii Ostrogskim, staroście bracławskim i winnickim, a potem po nieboszczyku mężu moim, panu Łukaszu z Górki, wojew. poznańskim, sierotą i wdową uciśnioną będąc, wiele nieznośnymi krzywdami, trudnościami i dolegliwościami, opuszczoną zostałam, od wszystkich krewnych i bliskich i powinnych moich, którzy nie tylko nie dawali mi ratunku ani pomocy w tych wszystkich niefortunnych przypadkach moich, jak gdyby wzgardziwszy mną, wszyscy mnie zaniechali, opuścili wówczas zapomnieli prawie.

Doznaliśmy tylko wówczas (jak i teraz doznajemy) niewypowiedzianej czułości, łaski i dobroci, ratunku i spomożenia od J.N. Pana Konstantego Wasyla ks. Ostrogskiego, wojew. kijowskiego, marszałka ziemi wołyńskiej, starosty włodzimierskiego.

J.M. raczył mi okazywać ją jeszcze za życia nieboszczyka małżonka mojego, mojego po jego śmierci sprowadził mnie do domu swojego z największą uczciwością, niemałym kosztem i nakładem swoim i z niebezpieczeństwem od przyjaciół swoich, za pośrednictwem syna swego J.M. ks. Janusza, we wszelkie dostatki opatrzoną w domu mnie swoim trzymać raczy […]

Gdy tak wielkich i niewysłowionych dobrodziejstw mi ni ojciec, ani matka moja uczyniłby, ani okazać mi nie mogli, a nie mam czem odwdzięczyć się nawzajem J.M. panu a stryjowi dobrodziejowi mojemu miłościwemu […].

## Halszka w literaturze i malarstwie
Awanturnicze a jednocześnie romantyczne dzieje Halszki odbiły się szerokim echem w XVI-wiecznej Polsce, były szeroko opisywane przez historiografów, a od XIX wieku również przedstawiane przez pisarzy i artystów. Było to związane z prądami romantycznymi, jakie ogarnęły wówczas ziemie polskie. Tragiczna i pełna niezwykłych wydarzeń historia Halszki stanowiła atrakcyjny materiał dla dramaturgów, powieściopisarzy i poetów, którzy dość swobodnie postępowali ze źródłami historycznymi dotyczącymi księżniczki, często naginając prawdą historyczną do potrzeb fabuły.
Pierwszym pisarzem, który literacko przetworzył historię życia Halszki był Józef Ignacy Kraszewski, autor 3-aktowego dramatu wierszem Halszka z 1838, w którym opisał dzieje jej małżeństwa z księciem Dymitrem Sanguszką. Kolejne dramaty przedstawiające życie księżniczki stworzyli Aleksander Narcyz Przezdziecki (5-aktowa Halszka z Ostroga z 1840) oraz Józef Szujski (Halszka z Ostroga z 1858). Ten ostatni dramat był wystawiany w Pradze, Krakowie i Lwowie, a tytułową rolę grała w nim Helena Modrzejewska.
Autorami powieści o Halszce byli Maria Wicherkiewiczowa (Łódź na purpurze) oraz Mieczysław Dereżyński (Czarna księżniczka Halszka z Ostroga z 1931).
Tragiczne życie Halszki znalazło też odbicie w poezji. W 1931 Stanisław Helsztyński wydał zbiór sonetów poświęconych Szamotułom i księżniczce.
W malarstwie najbardziej znanym przedstawieniem Halszki jest jej portret na obrazie Kazanie Skargi Jana Matejki. Na obrazie Halszka w ciemnoniebieskiej sukni i białej kryzie siedzi zasmucona obok królowej Anny Jagiellonki, prawą dłonią zasłaniając oczy i słuchając słów Skargi, nawołującego do naprawy Rzeczypospolitej. Przedstawienie Matejki jest tu aczkolwiek anachronizmem – Piotr Skarga został kaznodzieją króla Zygmunta III Wazy dopiero w 1588 – 6 lat po śmierci Halszki. Błąd Matejki mógł być wynikiem jego niewiedzy historycznej lub też nieprzykładania wagi do takich szczegółów.

## Halszka w legendzie
Halszka Ostrogska weszła też do kultury popularnej jako bohaterka ludowych legend i Czarna Księżniczka (lub Czarna Halszka), więziona w baszcie szamotulskiego zamku. Twierdzono, że jej mąż, mszcząc się na nieposłusznej żonie, kazał ją zamknąć w zamkowej wieży, że zakuł twarz księżniczki w żelazną maskę, aby nikt nie mógł się zachwycać jej urodą, oraz że zbudował dla niej podziemne przejście prowadzące z baszty, gdzie ją więził, do szamotulskiej kolegiaty, aby mogła tylko uczestniczyć w nabożeństwach ukryta w małej niszy za kratą. Wreszcie w tradycji ludowej Halszka stała się zjawą w czarnych szatach, spacerującą w księżycowe noce po parku zamkowym w Szamotułach, podobnie jak Biała Dama z zamku w Kórniku.

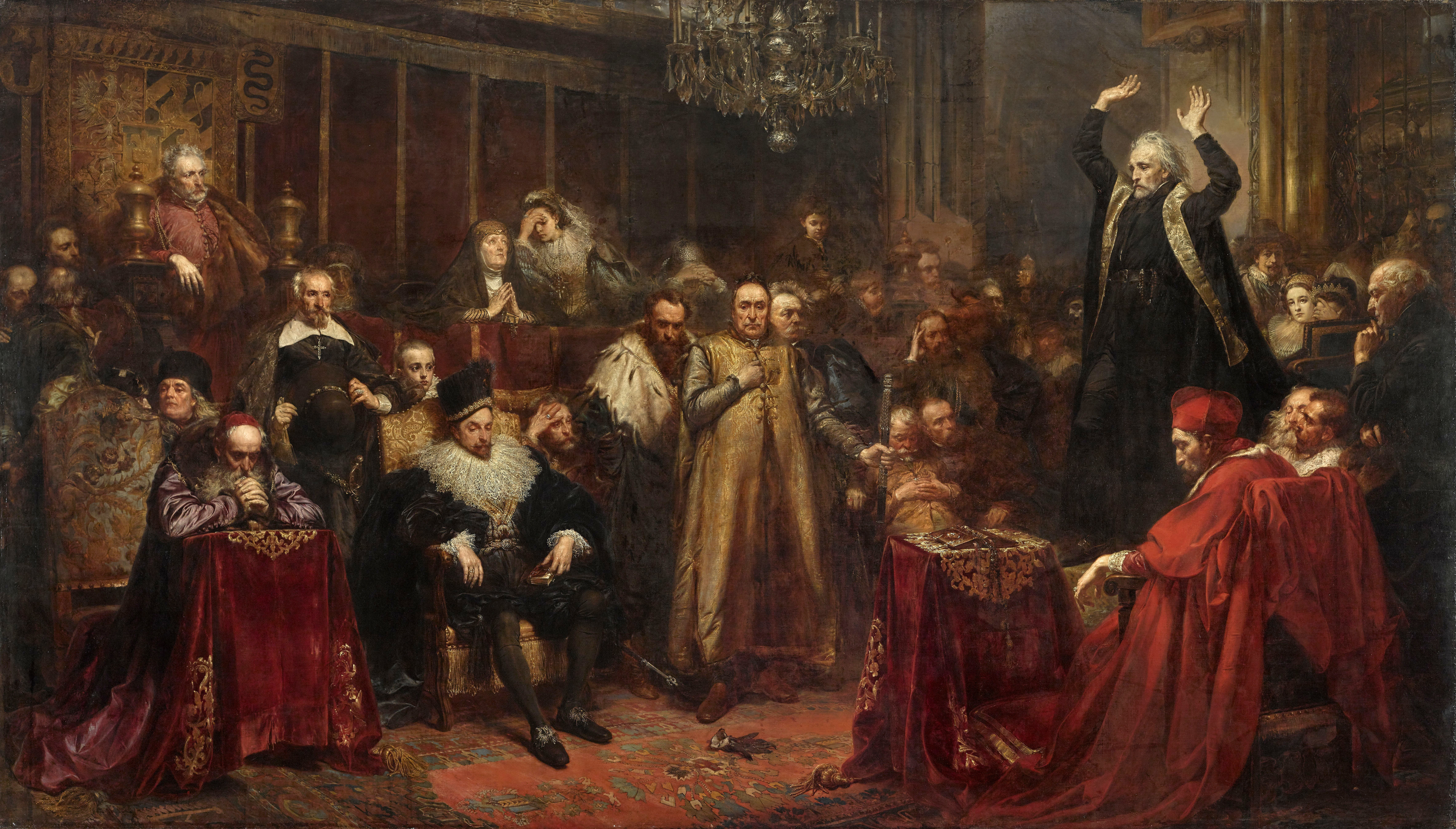
Obraz Kazanie Skargi Jana Matejki. W partii środkowej, po lewej stronie, w ciemnoniebieskiej sukni i białej kryzie, jest przedstawiona Halszka Ostrogska, zasłaniająca oczy dłońmi i słuchająca kazania Skargi